# Ameles heldreichi
Ameles heldreichi је врста инсекта из реда Mantodea и породице Amelidae.

## Распрострањење
Ово је врста Југоисточне Европе. Генерална дистрибуција врсте: Бугарска, Кавказ, Кипар, Грчка, Израел, Јордан, Либија, Палестина, Румунија, Турска, Украјина, Македонија, Хрватска и Србија. У Србији је откривена тек 2013. године на самом југу земље, где су једина потврђена станишта ове врсте. Насељава травнате, топле, суве терене, често са жбунастом вегетацијом.

## Опис
Ово је најситнија врста бољомољке у Србији. Величина A. heldreichi је од 30-34мм, са тиме да су женке крупније од мужјака.. Предаторска је врста, а храни се ситнијим бескичмењацима. Женке имају редукована крила, те не могу да лете. Постоји слична врста Ameles decolor, која је присутна на Јадранској обали и југу Балканског полуострва.

## Синоними
- Ameles cyprica Uvarov, 1936
- Ameles rammei Beier, 1950
- Ameles taurica Jakovlev, 1903
- Parameles heldreichi Jacobson & Bianchi, 1905
- Parameles picteti Giglio-Tos, 1914
- Parameles taurica Jakovlev, 1903